# Leucospis nambui
Leucospis nambui är en stekelart som beskrevs av Akinobu Habu 1977. Leucospis nambui ingår i släktet Leucospis och familjen Leucospidae. Inga underarter finns listade i Catalogue of Life.